# San Jacinto (Nevada)
San Jacinto es una ciudad fantasma ubicada en el condado de Elko en el estado estadounidense de Nevada.

## Geografía
San Jacinto se encuentra ubicado en las coordenadas 41°52′7″N 114°40′35″O / 41.86861, -114.67639.